# Mikroregion Český smaragd
Mikroregion Český smaragd je dobrovolný svazek obcí podle zákona v okresu Benešov, jeho sídlem je Javorník a jeho cílem je celkový rozvoj mikroregionu a cestovního ruchu. Sdružuje 6 obcí a byl založen v roce 1999.

## Obce sdružené v mikroregionu
- Chlum
- Javorník
- Kladruby
- Rataje
- Tichonice
- Zdislavice